# ブレゾヴィツァ
ブレゾヴィツァ（Brezovica (pri Ljubljani), ドイツ語：Bresowitz bei Laibach）は、スロベニアの市である。